# Motril (pastor)
El motril era un muchacho de 8 a 12 años que ayudaba a cuidar rebaños de ovejas merinas trashumantes solo durante el verano, en los puertos de montaña.

## Descripción
No era un pastor profesional. Era un niño, aprendiz de pastor.
Ayudaba habitualmente al compañero o al persona, en el cuidado del retazo –porción menor del rebaño cuando se divide, constituido por unas 500 ovejas–.

## Funciones
Ayudaba al pastor veterano en todo lo que este le mandaba, en general las tareas que exigían menos destreza: ir por agua, soltar o recoger las ovejas, coger leña para el fuego…
Servía, además, de recadero, desplazándose en burro hasta el pueblo o hasta la ropería en busca de pan y de otros artículos necesarios.
No bajaba a las dehesas extremeñas. Se quedaba en el pueblo, acudiendo a la escuela y ayudando a su familia.

## Salario
Se le contrataba solo para el verano y se le pagaba poco más de "lo comido por lo servido".

## El personaje
El motril era un personajillo entrañable en los pueblos de la montaña de León. Un niño que recorría caminos y montañas, con frecuencia grandes distancias, habitualmente solo o acompañado por un burro, que insistentemente no le obedecía. Tenía que solicitar ayuda de unos y otros, no pocas veces con lágrimas en los ojos.